# Bảo tàng Dược phẩm Jana Muszyński ở Łódź

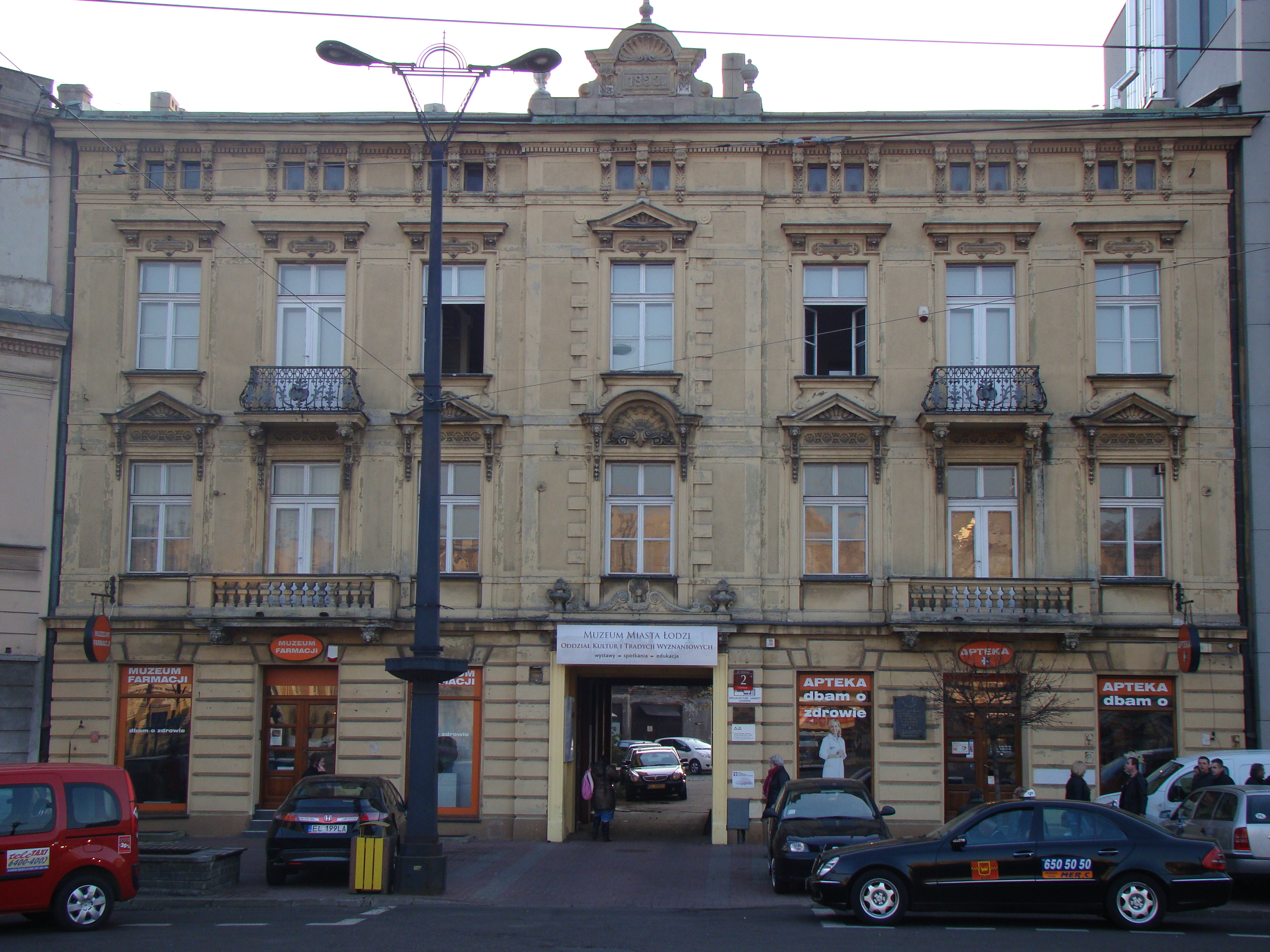
Ngôi nhà chung cư ở số 2 Quảng trường Tự do

Bảo tàng Dược phẩm Jana Muszyński ở Łódź (tiếng Ba Lan: Muzeum Farmacji im. prof. Jana Muszyńskiego w Łodzi) là một bảo tàng tọa lạc tại số 2 Quảng trường Tự do, Łódź, Ba Lan.

## Lịch sử
Bảo tàng Dược phẩm Jana Muszyński ở Łódź được thành lập vào năm 2008. Phương châm hoạt động của Bảo tàng là bảo vệ các hiện vật lịch sử trong lĩnh vực dược phẩm khỏi bị phá hủy.
Trụ sở của Bảo tàng Dược phẩm Jana Muszyński là ngôi nhà chung cư được xây dựng vào năm 1840. Năm 1893, theo thiết kế của kiến trúc sư Gustaw Landau-Gutenteger, tầng hai của ngôi nhà được mở rộng. Ngôi nhà chung cư lịch sử này được ghi vào Sổ đăng ký di tích theo số A/58 ngày 20 tháng 1 năm 1971. Ngay từ những ngày đầu hoạt động, trong ngôi nhà chung cư đã có một hiệu thuốc ở tầng trệt. Diện mạo ban đầu bên trong hiệu thuốc lịch sử vẫn tồn tại cho đến ngày nay.

## Triển lãm
Bộ sưu tập của Bảo tàng Dược phẩm Jana Muszyński hiện đang bao gồm hơn 3.000 hiện vật và kỷ vật (vật lâu đời nhất có nguồn gốc từ thế kỷ 18).

## Giờ mở cửa
Bảo tàng Dược phẩm Jana Muszyński ở Łódź hoạt động quanh năm, mở cửa từ thứ Hai đến thứ Sáu, từ 9:00 đến 16:00.